# Белый Ручей (Вытегорский район)
Белый Ру́чей — деревня в Вытегорском районе Вологодской области.
Входит в состав Девятинского сельского поселения, с точки зрения административно-территориального деления — в Девятинский сельсовет.
Расположена на трассе А119. Расстояние по автодороге до районного центра Вытегры — 26 км, до центра муниципального образования села Девятины — 3 км. Ближайшие населённые пункты — Бродовская, Великий Двор, Депо.
По переписи 2002 года население — 138 человек (58 мужчин, 80 женщин). Преобладающая национальность — русские (98 %).
До революции в селении была Белоручейская картонная фабрика, дрова на которую перевозились при помощи подъемного привода, двигавшего по рельсам вагоны с дровами.
В посёлке с 1922 года работает крупнейший в районе Белоручейский леспромхоз (ЗАО «Белый Ручей») с действующей лесовозной узкоколейной железной дорогой.

Картонный завод Лопарева Белый Ручей. Фото С.М. Прокудина-Горского. 1909 г.